# ألكسندر راشيتش
ألكسندر راشيتش (بالصربية: Александар Рашић) مواليد 16 مارس 1984 في شاباتس، جمهورية يوغوسلافيا الاشتراكية الاتحادية، هو لاعب كرة سلة صربي. بدأ مسيرته الاحترافية في سنة 2003. يلعب في الدوري الروماني لكرة السلة كلاعب هجوم خلفي.

## المسيرة الاحترافية
لعب مع إف إم بي من سنة 2004 إلى 2007، ثم لعب مع أنادولو إفيس في سنة 2007، ثم لعب مع دينامو موسكو في سنة 2007، ثم لعب مع ألبا برلين في الدوري الألماني في موسم 2007–2008، ثم لعب مع بارتيزان من سنة 2008 إلى 2010، ثم لعب مع طرابزون سبور لكرة السلة في الدوري التركي في موسم 2010–2011، ثم لعب مع ليتوفوس رايتس في موسم 2011–2012، ثم لعب مع منز سانا 1871 باسكت في موسم 2012–2013.

## إحصائيات المسيرة

### الدوري الأوروبي
| السنة   | الفريق                   | لعب | بدأ | دقيقة | ميداني% | ثلاثية | حرة   | ارتداد | صنع | استلاب | تصدي | نقطة | أداء |
| ------- | ------------------------ | --- | --- | ----- | ------- | ------ | ----- | ------ | --- | ------ | ---- | ---- | ---- |
| 2008–09 | نادي بارتيزان لكرة السلة | 19  | 17  | 25.6  | .364    | .353   | .853  | 1.4    | 2.2 | .6     | .1   | 7.0  | 5.7  |
| 2009–10 | نادي بارتيزان لكرة السلة | 22  | 0   | 17.7  | .315    | .299   | .891  | 1.4    | 2.3 | .5     | .0   | 7.3  | 6.1  |
| 2012–13 | منز سانا 1871 باسكت      | 16  | 3   | 12.5  | .444    | .485   | 1.000 | .7     | .8  | .4     | .0   | 4.4  | 3.2  |
| المسيرة |                          | 57  | 20  | 17.6  | .355    | .348   | .884  | 1.2    | 1.8 | .5     | .0   | 6.3  | 5.2  |

## روابط خارجية
- ألكسندر راشيتش على موقع الاتحاد الدولي لكرة السلة (الإنجليزية)
- ألكسندر راشيتش على موقع الدوري الأوروبي لكرة السلة (الإنجليزية)
- ألكسندر راشيتش على موقع كرة السلة الأوروبية.كوم (الإنجليزية)
- ألكسندر راشيتش على موقع ريلجم (الإنجليزية)
- ألكسندر راشيتش على موقع بروبوليرز (الإنجليزية)
- ألكسندر راشيتش على موقع سبورتس رفرنس (الإنجليزية)